# Frank Olivier Ndema
Frank Olivier Ndema est un réalisateur, producteur, scénariste et acteur camerounais.

## Biographie
Frank Olivier Ndema fait ses débuts dans le cinéma à la fin des années 1990. Il est membre de l'association Sud Plateau créée en 1998. Il est le promoteur et délégué général des rencontres internationales du film court du Cameroun (RIFIC), encore appelé Festival Yaoundé Tout Court depuis 2005.
En 2014, il joue  aux côtés d'Axel Abessolo et Alain Bomo Bomo dans la série Harraga, brûleurs de frontières, de Serge Alain Noa. La série est diffusée sur la chaine TV5 Afrique entre mai et juin 2014.
En 2014, il coproduit les films Jackpot  et Seuls ceux qui aiment. En 2015, il réalise la trilogie policière Immersion,. En 2017, il réalise Many Jane, un court métrage sur le viol avec en tête d'affiche l'actrice Marie-Inès Ayonga. Le film fait partie de la sélection du Festival des films de femmes Mis Me Binga en 2018et remporte trois prix au Festival Koumane en 2017,,.
Olivier Ndema est également critique de cinéma. En 2021, il officie en tant que maitre de cérémonie à la soirée de LFC Awards en 2021.
En 2020, il réalise la série télévisée Rose écarlates. La série est produite par sa maison de production FonProd et Chambeny International d'Ebenezer Kepombia. En 2021, il joue le rôle du commissaire Olembe dans la série Les secrets de l'amour de Benjamin Eyaga diffusée sur TV5 Monde.
En 2022, il se lance dans la distribution des films en rejoignant la société de distribution des films et fictions d'Afrique (Diffa Cameroon) en qualité de co-gérant.

## Filmographie
| Année | Films                            | Rôle        |
| ----- | -------------------------------- | ----------- |
| 2013  | Harraga - Brûleurs de Frontières | Acteur      |
| 2014  | Jackpot                          | Producteur  |
| 2014  | Seuls ceux qui aiment            | Producteur  |
| 2015  | Immersion (Trilogie)             | Réalisateur |
| 2017  | Mary Jane                        | Réalisateur |
| 2020  | Roses écarlates                  | Réalisateur |
| 2021  | Les Secrets de l'amour           | Acteur      |